# Digama deliae
Digama deliae là một loài bướm đêm thuộc phân họ Arctiinae, họ Erebidae.